# Новикова Ксенія Андріївна
Ксе́нія Андрі́ївна Новикова (нар. 17 травня 1980, Москва) — російська співачка, солістка популярної російської жіночої групи «Блестящие» (1999 — 2007 рр..), (2011—2015), (2018—теп.час) Батько — Андрій Миколайович Новиков, мати — Марина Миколаївна Новикова, сини Мирон (2007) та Богдан (2009).

## Життєпис
Народилася 17 травня 1980 року в Москві.
У віці п'яти років стала солісткою хору ім. Локтева. З десяти років співала в молодіжній групі «Клас». не тільки співає і танцює, а й сама пише пісні. У 1999 році була запрошена до складу групи «Блестящие» на місце Поліни Іодіс. Легендарний хіт групи «А я все летала» (2002) став справжнім хітом і завоював численні музичні премії.
У середині 2007 року залишила групу «Блестящие», в якій пробула довше за всіх солісток (8 років).
є однією з найпопулярніших солісток за всю історію колективу. За три роки, після відходу з колективу у дівчини народилися два сини Мирон (серпень 2008) та Богдан (березень 2010)
У 2011 році прийняла пропозицію продюсерів про повернення і повернулася в рідну групу, яку покинула чотири роки тому. В травні 2018 року знову повернулась до групи.

## Дискографія

### У складі групи "Блестящие " (1999—2007)
- 1999 - Милий рульової
- 1999 - За восени прийде зима
- 2000 - Чао, Бамбіна!
- 2000 - Білим снігом
- 2001 - Довго тебе чекала
- 2001 - Ау-ау
- 2002 - За чотири моря
- 2002 - А я все літала
- 2003 - Апельсинова пісня
- 2004 - Новорічна пісня
- 2005 - Пальми парами
- 2005 - Оперуповноважений
- 2005 - Східні казки
- 2006 - Агент 007
- 2007 - Тили-тісто
- 2007 - Як зірка

### У складі групи "Блестящие " (2011—2015)
- 2011 - Любов
- 2011 - Милий мій
- 2011 - Любов (remix)
- 2012 - Зелені очі
- 2013 - День Народження
- 2013 - До Екватору
- 2013 - Втратити
- 2015 - Не давай мене нікому

### У складі групи "Блестящие " (2018—теп.час)
- 2018 - Свисток Кличе
- 2020 - Хвилі
- 2020 - Зірочка

### Інше
- 1995 — «Класс» (у складі молодіжної підліткової групи «Клас»)
- 1998 — «Душа і тіло» (у складі молодіжної підліткової групи «Клас»)

## Відеографія

### У складі групи «Блестящие»
- 1999 — Чао, Бамбина!
- 1999 — За осенью придет зима
- 2000 — Белым снегом
- 2001 — Долго тебя ждала
- 2001 — Ау-ау
- 2002 — За четыре моря …
- 2002 — А я все летала
- 2003 — Апельсиновая песня
- 2004 — Новогодняя песня
- 2005 — Пальмы парами
- 2005 — Брат мой десантник
- 2005 — Восточные сказки (feat Arash)
- 2006 — Агент 007
- 2013 — Втратити

### Інше
- 1998 — Стоп (в складі молодіжної підліткової групи «Клас»)

## Фільмографія
- 2004 — обережно, модерн! −2. Новорічна епопея (Барська садиба. Цариця спільно з Юлією Ковальчук, Ганною Семенович)
- 2004 — Конвалія срібляста-2 (епізод)
- 2004 — Нічний базар (Камео)
- 2004 — Нічний дозор (співачка на концерті)
- 2004 — Паралельно любові (епізод)
- 2004 — Алі-баба і сорок розбійників (мюзикл, СТС) (спільно з Юлією Ковальчук, Ганною Семенович і Надією Ручкою)
- 2007 — Кохання-зітхання (дружина Соколова)
- 2009 — 7 зірок (серіал) (головна роль, знімальний процес)